# José Idiáquez Carvajal
José Agustín Idiáquez Carvajal (1778-1848), marqués consorte de Ariza, fue director del Museo del Prado entre 1823 y 1826.

## Biografía
Durante su mandato se adquirieron varias litografías a fin de ilustrar mejor el nuevo Museo. No gozó, a pesar de pertenecer a la nobleza, del favor del rey Fernando VII, pues había sido nombrado por una junta del Trienio Liberal, aunque entonces no ejerció. Ariza tenía fama de liberal y afrancesado, por lo que la expedición del Duque de Angulema —futuro Luis XIX de Francia— y los Cien Mil Hijos de San Luis , que restauraron el absolutismo le hizo perder propiedades, pero mantuvo la dirección. En 1834 la regente María Cristina de Borbón le permitió volver, pero ya no desempeñó ningún cargo en el gobierno y se retiró a sus negocios particulares. Murió en 1848. En la dirección del Prado le sucedió su sobrino el duque de Híjar.